# NGC 5416
NGC 5416 (другие обозначения — UGC 8944, MCG 2-36-14, ZWG 74.52, IRAS13597+0940, PGC 49991) — спиральная галактика (Sc) в созвездии Волопас.
Этот объект входит в число перечисленных в оригинальной редакции «Нового общего каталога».